# Capcir

Lage der Comarca Capcir im Département Pyrénées-Orientales

Das Capcir ist eine Comarca Nordkataloniens im Süden von Frankreich. Der Hauptort ist Formiguères (katal. Formiguera).
Das Capcir und die anderen Comarques in Nordkatalonien wurden infolge des Pyrenäenfriedens von 1659 vom restlichen Katalonien abgetrennt und Frankreich zugesprochen.